# Difuzivitate
Difuzivitatea sau coeficientul de difuzie este o constantă de proporționalitate care apare în legile lui Fick. Este o mărime fizică care caracterizează rapiditatea difuziei unei component într-un amestec. Gazele au cel mai mare coeficient de difuzie. 